# Наташа Крембл
Наташа Айрін Вера Фокс Крембл (англ. Natasha Irene Vera Fox Kramble, після заміжжя — Фокс (англ. Fox); нар. 27 березня 1990, Саскатун, Саскачеван — пом. 24 травня 2023, там же) — канадська борчиня вільного стилю, дворазова срібна призерка Панамериканських чемпіонатів.

## Життєпис
Боротьбою почала займатися з 2004 року.
Виступала за борцівський клуб Саскатуна. Тренери — Шейн Бредлі (з 2005), Лей Верлінг (з 2013). Вона посіла перше місце на національному чемпіонаті Канади з боротьби 2016 року.
Здобула ступінь кінезіології та ступінь педагога в Університеті Саскачевану.
Після завершення спортивної кар'єри працювала тренером.
Фокс загинула в Саскатуні, коли її велосипед зіткнувся з цементовозом. Вона разом із двома маленькими синами їхала на тренування з боротьби на велосипеді. Хлопчики їхали за нею і трагедія сталася на їхніх очах.

## Спортивні результати на міжнародних змаганнях

### Виступи на Чемпіонатах світу
| Змагання                        | Збірна | Вагова категорія          | Місце |
| ------------------------------- | ------ | ------------------------- | ----- |
| Чемпіонат світу з боротьби 2013 | Канада | жіноча боротьба, до 48 кг | 24    |
| Чемпіонат світу з боротьби 2021 | Канада | жіноча боротьба, до 55 кг | 12    |

### Виступи на Панамериканських чемпіонатах
| Змагання                                   | Збірна | Вагова категорія          | Місце  |
| ------------------------------------------ | ------ | ------------------------- | ------ |
| Панамериканський чемпіонат з боротьби 2013 | Канада | жіноча боротьба, до 48 кг | Срібло |
| Панамериканський чемпіонат з боротьби 2016 | Канада | жіноча боротьба, до 48 кг | Срібло |

### Виступи на Універсіадах
| Змагання               | Збірна | Вагова категорія          | Місце |
| ---------------------- | ------ | ------------------------- | ----- |
| Літня Універсіада 2013 | Канада | жіноча боротьба, до 48 кг | 5     |

### Виступи на інших змаганнях
| Змагання                                       | Збірна | Вагова категорія          | Місце  |
| ---------------------------------------------- | ------ | ------------------------- | ------ |
| Austrian Ladies Open 2011                      | Канада | жіноча боротьба, до 48 кг | 12     |
| Гран-прі Німеччини з боротьби 2013             | Канада | жіноча боротьба, до 48 кг | 4      |
| Битва на водоспаді 2013                        | Канада | жіноча боротьба, до 48 кг | Бронза |
| Меморіал Вацлава Циолковського 2013            | Канада | жіноча боротьба, до 48 кг | 14     |
| Nordhagen Classics 2013                        | Канада | жіноча боротьба, до 51 кг | 5      |
| Klippan Lady Open 2014                         | Канада | жіноча боротьба, до 48 кг | 22     |
| Nordhagen Classics 2015                        | Канада | жіноча боротьба, до 48 кг | Срібло |
| Klippan Lady Open 2015                         | Канада | жіноча боротьба, до 48 кг | 23     |
| Кубок Канади з боротьби 2015                   | Канада | жіноча боротьба, до 48 кг | Бронза |
| Гран-прі Іспанії з боротьби 2015               | Канада | жіноча боротьба, до 48 кг | 12     |
| Міжнародний меморіал Білла Фаррелла 2015       | Канада | жіноча боротьба, до 48 кг | 4      |
| Кубок Канади з боротьби 2016                   | Канада | жіноча боротьба, до 48 кг | Срібло |
| Золотий Гран-прі з боротьби 2016               | Канада | жіноча боротьба, до 48 кг | 9      |
| Міжнародний меморіал Дейва Шульца 2017         | Канада | жіноча боротьба, до 48 кг | 4      |
| Klippan Lady Open 2017                         | Канада | жіноча боротьба, до 48 кг | 9      |
| Гран-прі Німеччини з боротьби 2017             | Канада | жіноча боротьба, до 48 кг | 8      |
| Кубок Канади з боротьби 2017                   | Канада | жіноча боротьба, до 48 кг | Срібло |
| Меморіал Іона Корнеану і Ладислава Сімона 2017 | Канада | жіноча боротьба, до 48 кг | Бронза |
| Klippan Lady Open 2018                         | Канада | жіноча боротьба, до 50 кг | 17     |
| Київський Міжнародний турнір з боротьби 2018   | Канада | жіноча боротьба, до 50 кг | 7      |
| Кубок Канади з боротьби 2018                   | Канада | жіноча боротьба, до 50 кг | 5      |
| Гран-прі Іспанії з боротьби 2018               | Канада | жіноча боротьба, до 50 кг | Срібло |
| Міжнародний меморіал Дейва Шульца 2019         | Канада | жіноча боротьба, до 50 кг | Срібло |
| Klippan Lady Open 2019                         | Канада | жіноча боротьба, до 50 кг | 11     |
| Гран-прі Німеччини з боротьби 2019             | Канада | жіноча боротьба, до 50 кг | 12     |
| Турнір міста Сассарі з боротьби 2019           | Канада | жіноча боротьба, до 50 кг | 8      |
| Турнір Яшара Догу 2019                         | Канада | жіноча боротьба, до 50 кг | 7      |
| Відкритий чемпіонат Польщі з боротьби 2019     | Канада | жіноча боротьба, до 50 кг | Бронза |
| Міжнародний меморіал Білла Фаррелла 2019       | Канада | жіноча боротьба, до 50 кг | Бронза |